# Badia Fiesolana
La badía de San Bartolomé, más conocida como la badía de Fiesolana, es un lugar de culto católico ubicado a las afueras de la ciudad de Fiesole, en la localidad de San Domenico, en la ciudad metropolitana de Florencia y diócesis de Fiesole.
"Badia" es una contracción popular de la palabra abadía. En Florencia y alrededores han existido cinco abadías, situadas en los puntos cardinales de la ciudad: al norte Badia Fiesolana, al oeste de Badia a Settimo, al sur la Basílica de San Miniato, al este, Badia a Ripoli y el centro de Badia Florentino.

## Historia
En 1025 - 1028 un monasterio (o como su nombre indica una abadía ) dedicada a San Bartolomé fue construida en el lugar donde un oratorio dedicado a San Pedro y Romulus se había levantado. Entre 1456 y 1467 el complejo fue llevado a su estado actual.

## Descripción

### Exterior
La fachada de la iglesia, que da al gran cementerio, parece en gran parte inacabada. En la parte inferior del mismo, en la zona del portal, sin embargo, todavía es posible ver la hermosa fachada románica. Realizada íntegramente en mármol blanco y mármol verde, está dividida en dos niveles por una cornisa: en el nivel inferior hay tres arcos de medio punto ciegos sostenidos por columnas (el arco central se ubica en el portal); en el nivel superior, sin embargo, hay tres ventanas de forma rectangular.

### Interior

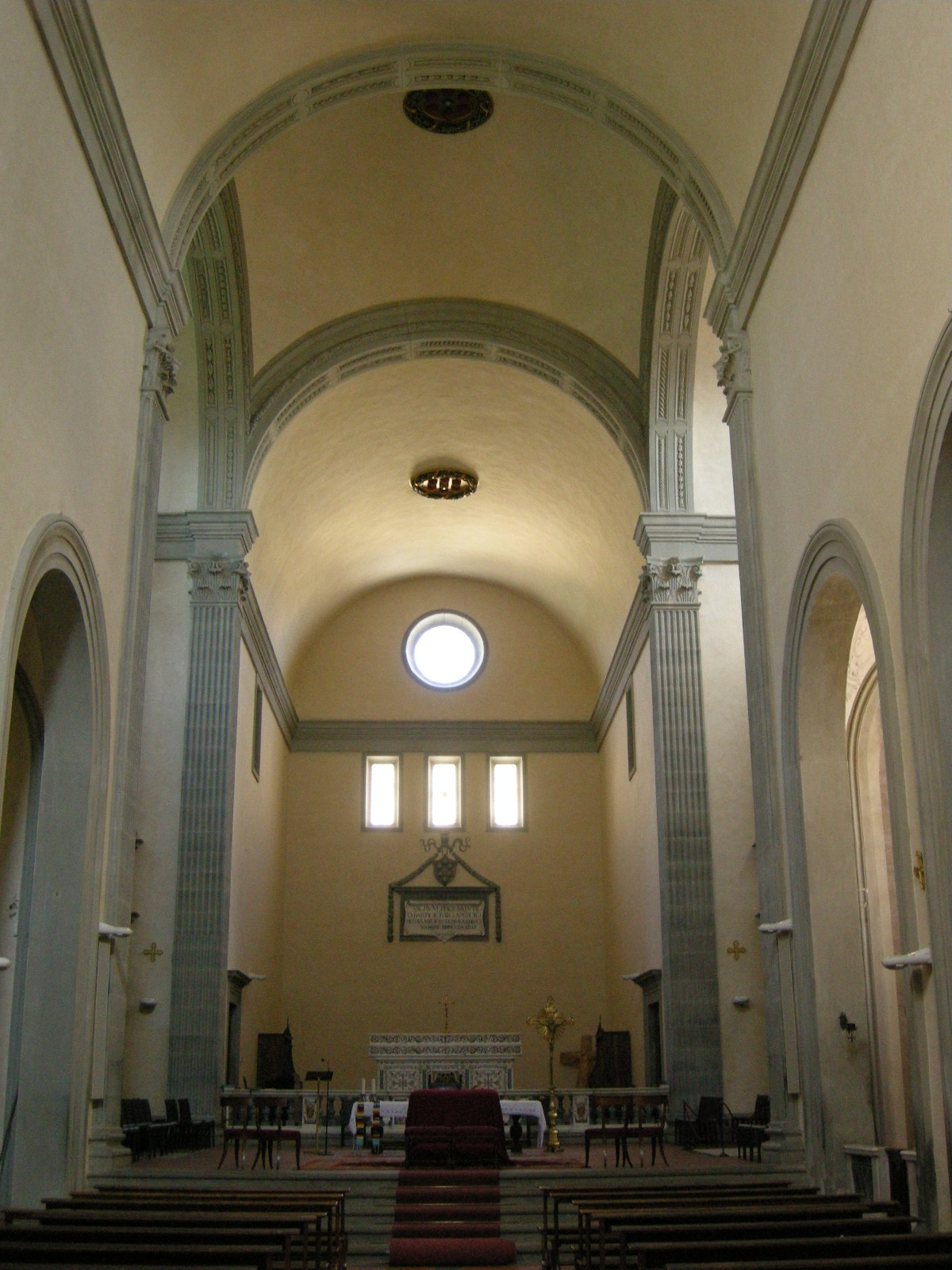
El interior

En el interior, la iglesia parece un templo grande y espacioso de estilo renacentista con planta de cruz latina . La nave central está separada de las dos naves laterales, de menor altura y anchura que la central, por cuatro arcos sostenidos por pilares a cada lado. De la intersección de las cuatro bóvedas de cañón de la nave, crucero y ábside, emerge una elegante bóveda de crucería con el escudo de los Médici en el centro, visible también en la bóveda del ábside.
Apoyados en las dos paredes traseras del brazo transversal, hay dos grandes altares laterales, que contienen, enmarcados entre dos poderosas columnas corintias, dos pinturas que representan la Crucifixión de Bernardino Campi tomadas de la iglesia de San Juan de los Genoveses en Milán (en el crucero izquierdo, del intercambio de obras entre Florencia y Viena en 1793) y la Flagelación de Jesús en la zona florentina (en el transepto derecho). Finalmente, en el centro del ábside rectangular profundo iluminado por cuatro grandes ventanales, uno de los cuales es un rosetón, se encuentra el altar de mármol policromo realizado en 1610 por Giovan Battista Cennini basado en un diseño de Pietro Tacca.

## El monasterio
A la derecha está el antiguo monasterio, hoy sede del Instituto Universitario Europeo. Desde el claustro renacentista se accede al refectorio con un fresco de Giovanni da San Giovanni, que representa a Cristo alimentado por ángeles (1629).

## Galería de imágenes

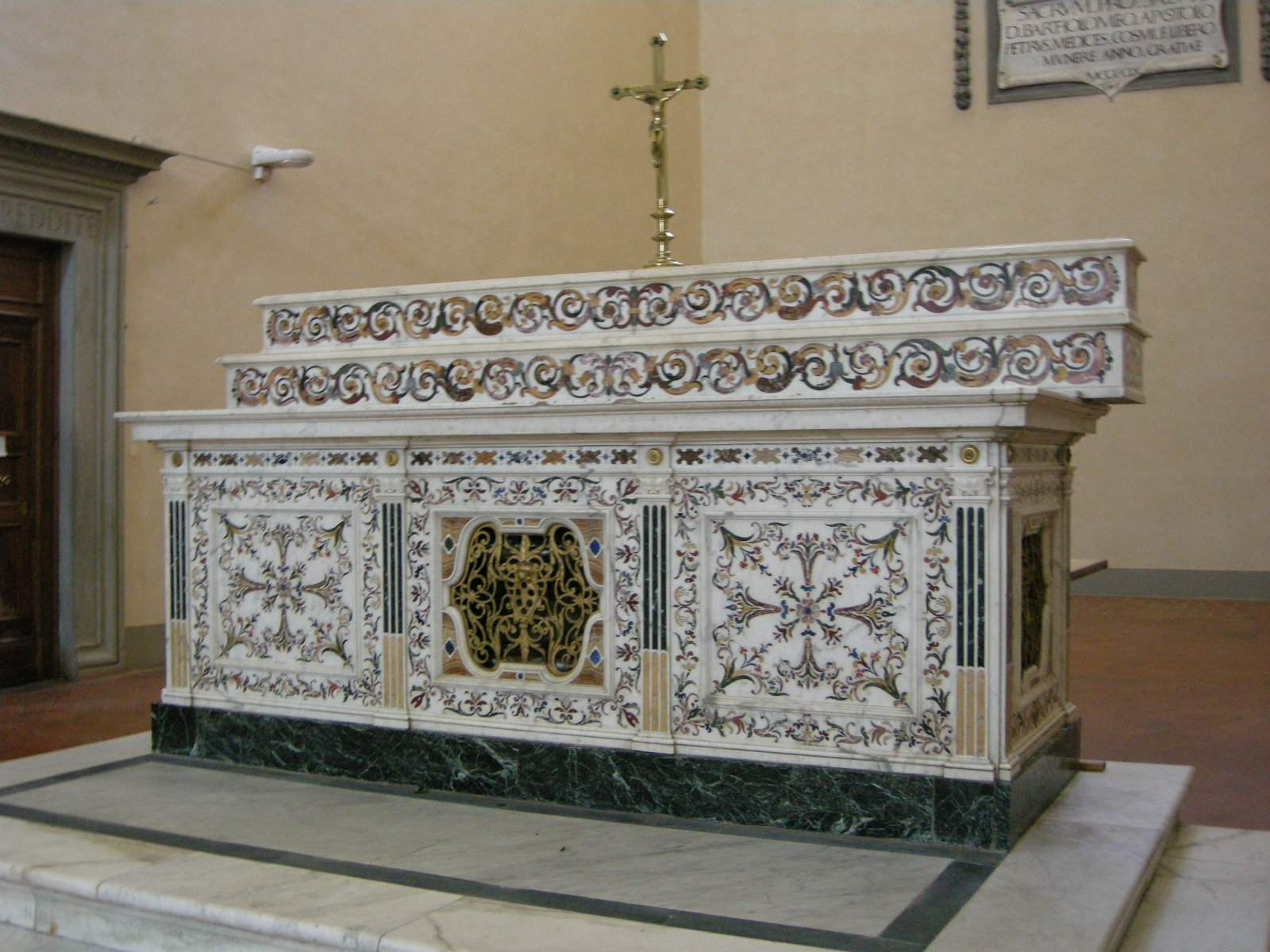
Altar mayor de Giovan Battista Cennini
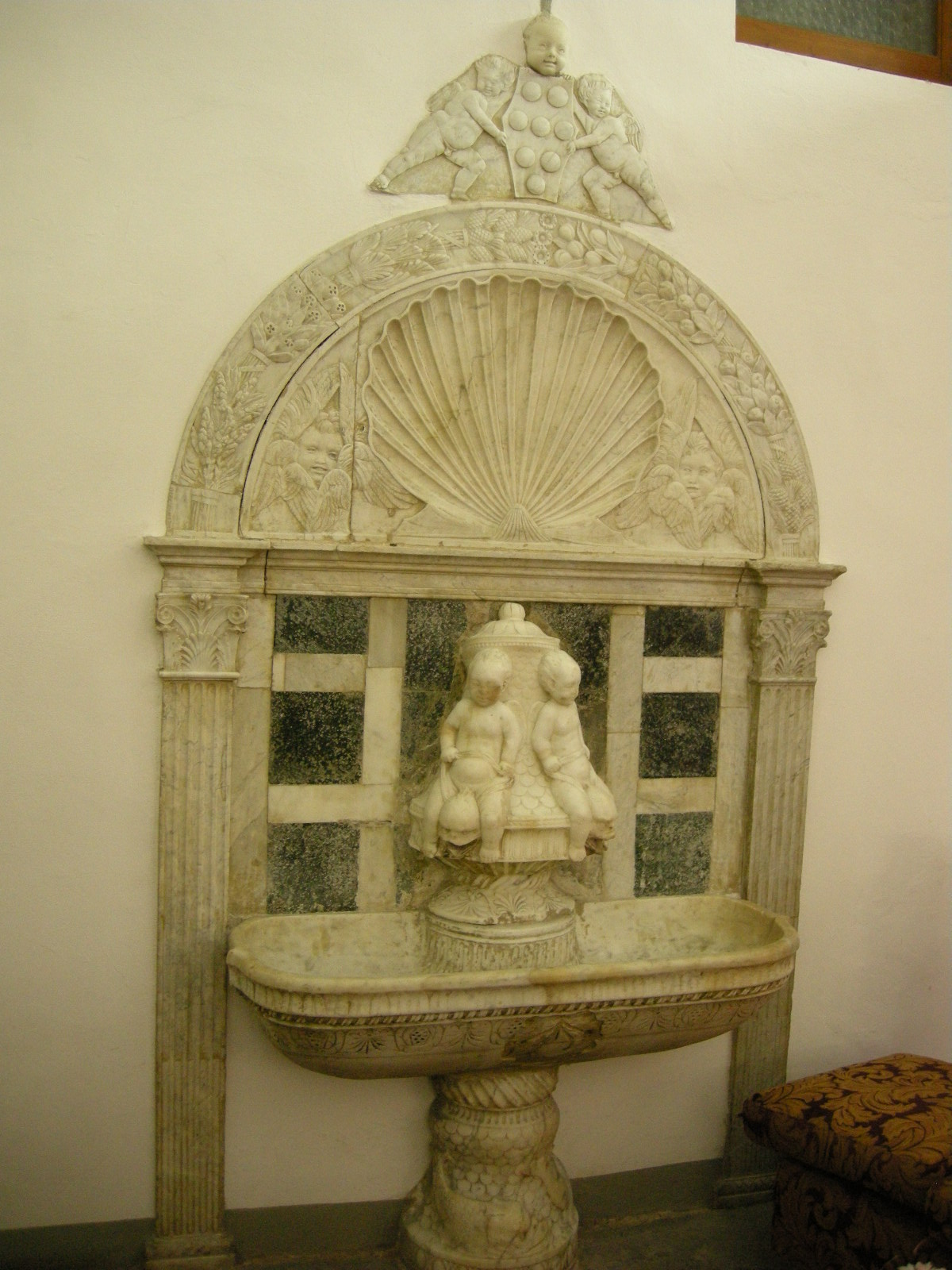
Lavabo renacentista de Francesco di Simone Ferrucci y Gregorio di Lorenzo
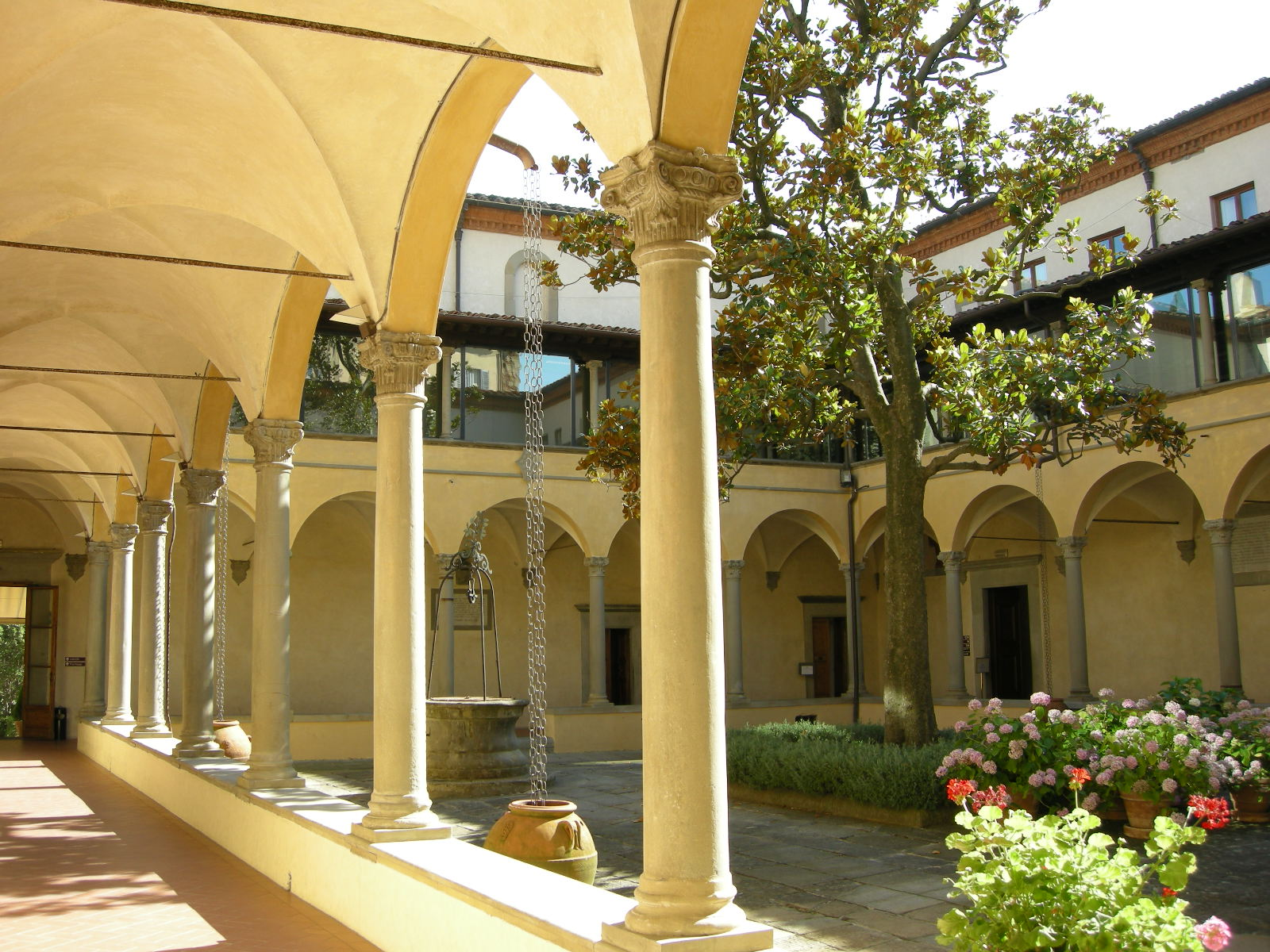
Claustro renacentista
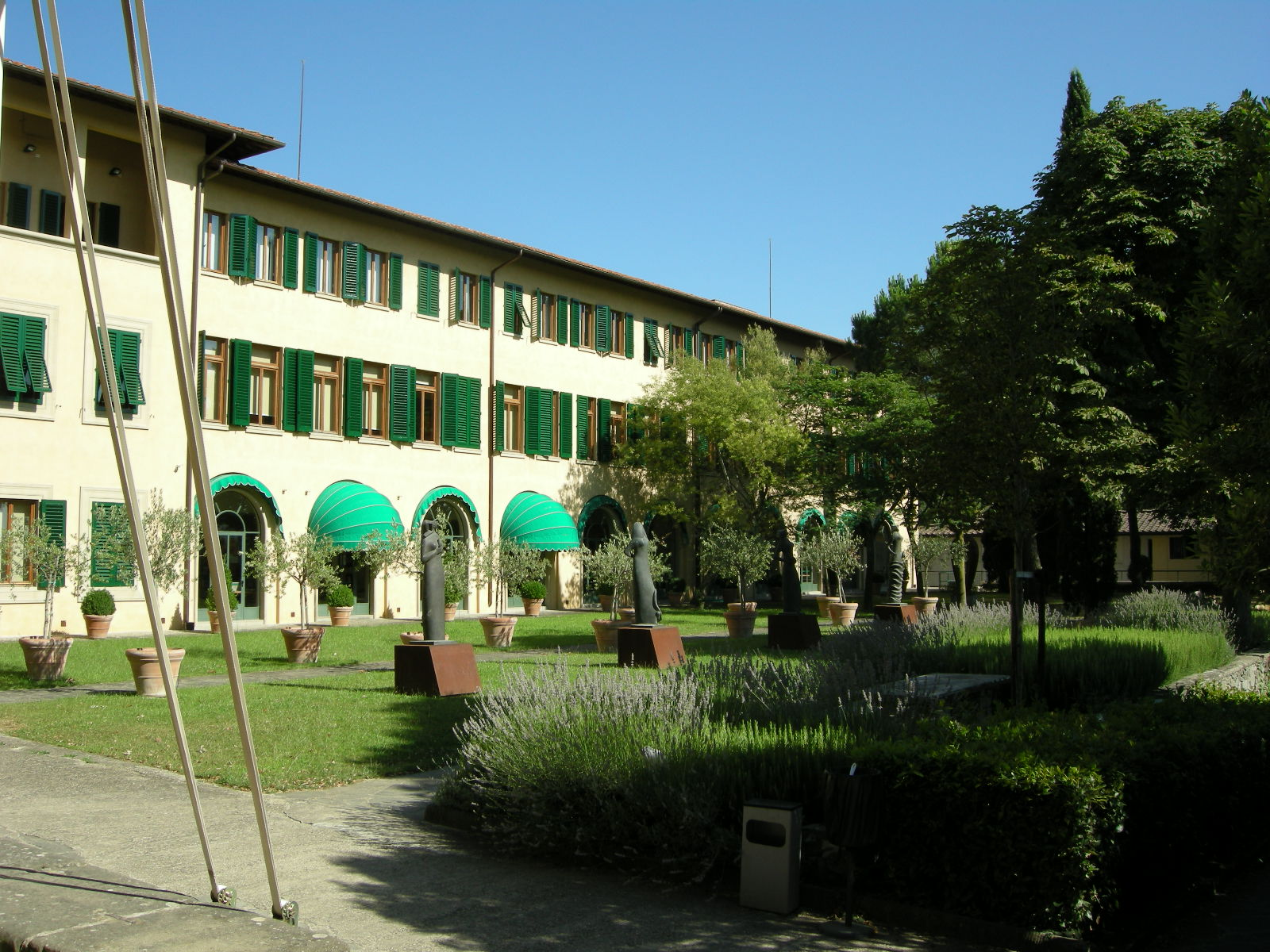
El antiguo monasterio